# Timor
Die Insel Timor ist mit 33.850 km² die größte der Kleinen Sundainseln. Der Timorarchipel einschließlich Roti ist der größte Archipel der östlichen Kleinen Sundainseln im Osten des Malaiischen Archipels.  Die Insel teilt sich in das indonesische Westtimor und den Staat Osttimor mit seiner Exklave Oe-Cusse Ambeno.

## Geographie

### Übersicht

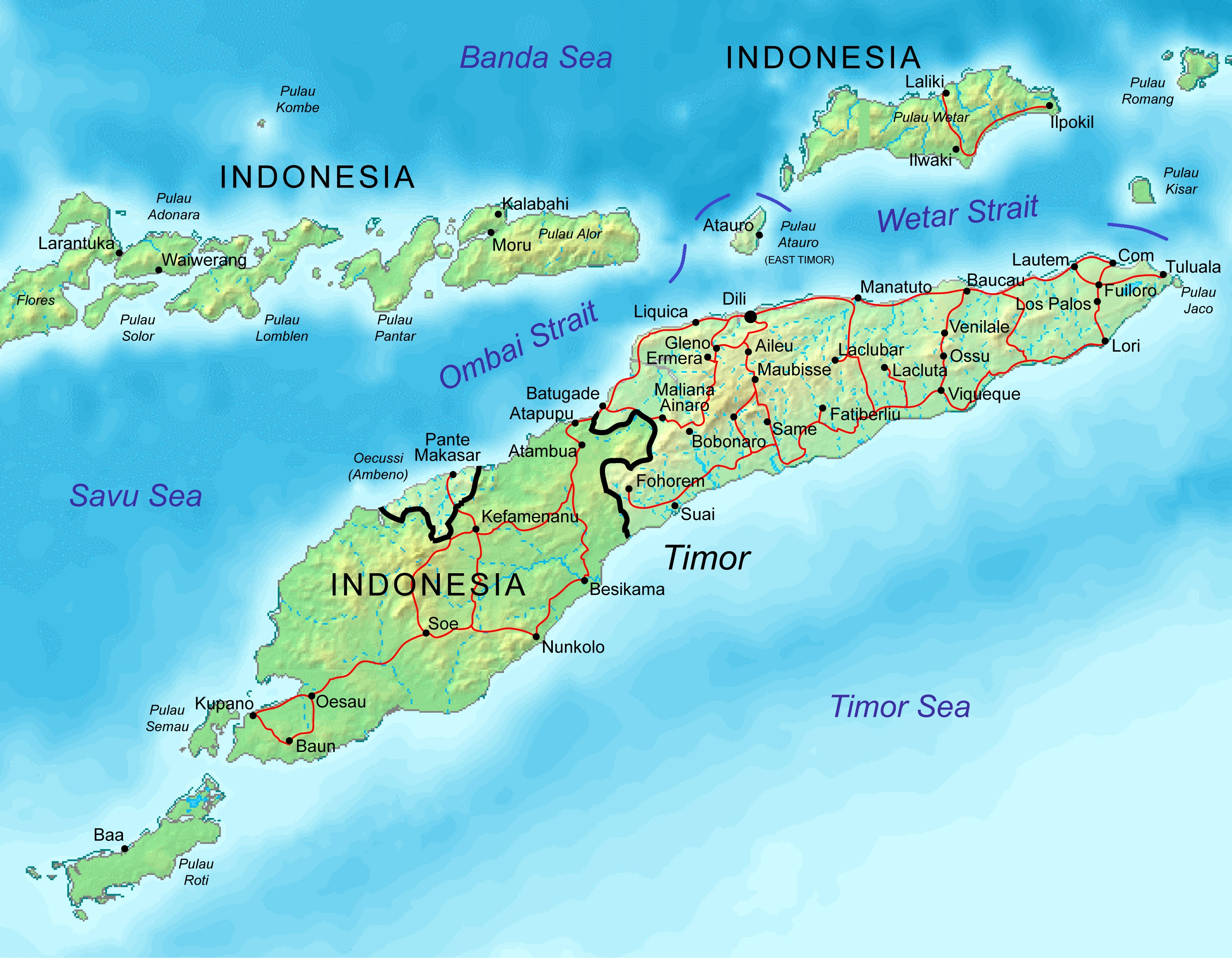
Übersichtskarte Timors

Die Insel Timor (etwa 125° Ost und 9° Süd) ist 476 km lang und bis zu 102 km breit und erstreckt sich in west-östlicher Richtung, wobei die Westspitze 216 km südlicher liegt als die Ostspitze. Timor ist die östlichste der Kleinen Sundainseln (indon. timur, Osten). Flores liegt einige hundert Kilometer in Westnordwest jenseits der Sawusee. Nördlich liegen das Alorarchipel, jenseits der Straße von Ombai, und Wetar, jenseits der Straße von Wetar. 1100 Kilometer östlich von Timor liegt Neuguinea, jenseits der Bandasee. Südlich befindet sich jenseits der Timorsee Australien. Vorgelagerte Inseln sind Semau, Roti, Fatu Sinai, Atauro und Jaco.
Die Insel ist politisch zweigeteilt. Das indonesische Westtimor (Timor Barat), das zu der indonesischen Provinz Nusa Tenggara Timur (östliche kleine Sundainseln) gehört, nimmt 16.861,25 km² ein und wird von 1.854.767 Menschen bewohnt. Hauptstadt ist Kupang, die größte Stadt der Insel. Die Demokratische Republik Osttimor (offiziell Timor-Leste), zu der auch die an der Nordwestküste von Westtimor liegende Exklave Oe-Cusse Ambeno und die kleineren Inseln Atauro und Jaco gehören, hat 14.919 km² und 1.066.582 Einwohner. Hauptstadt Osttimors ist Dili.
Die Zweiteilung der Insel betrifft auch die Uhrzeit. In Osttimor und seiner Exklave Oe-Cusse Ambeno gilt UTC+9, im indonesischen Timor UTC+8.

### Landschaft

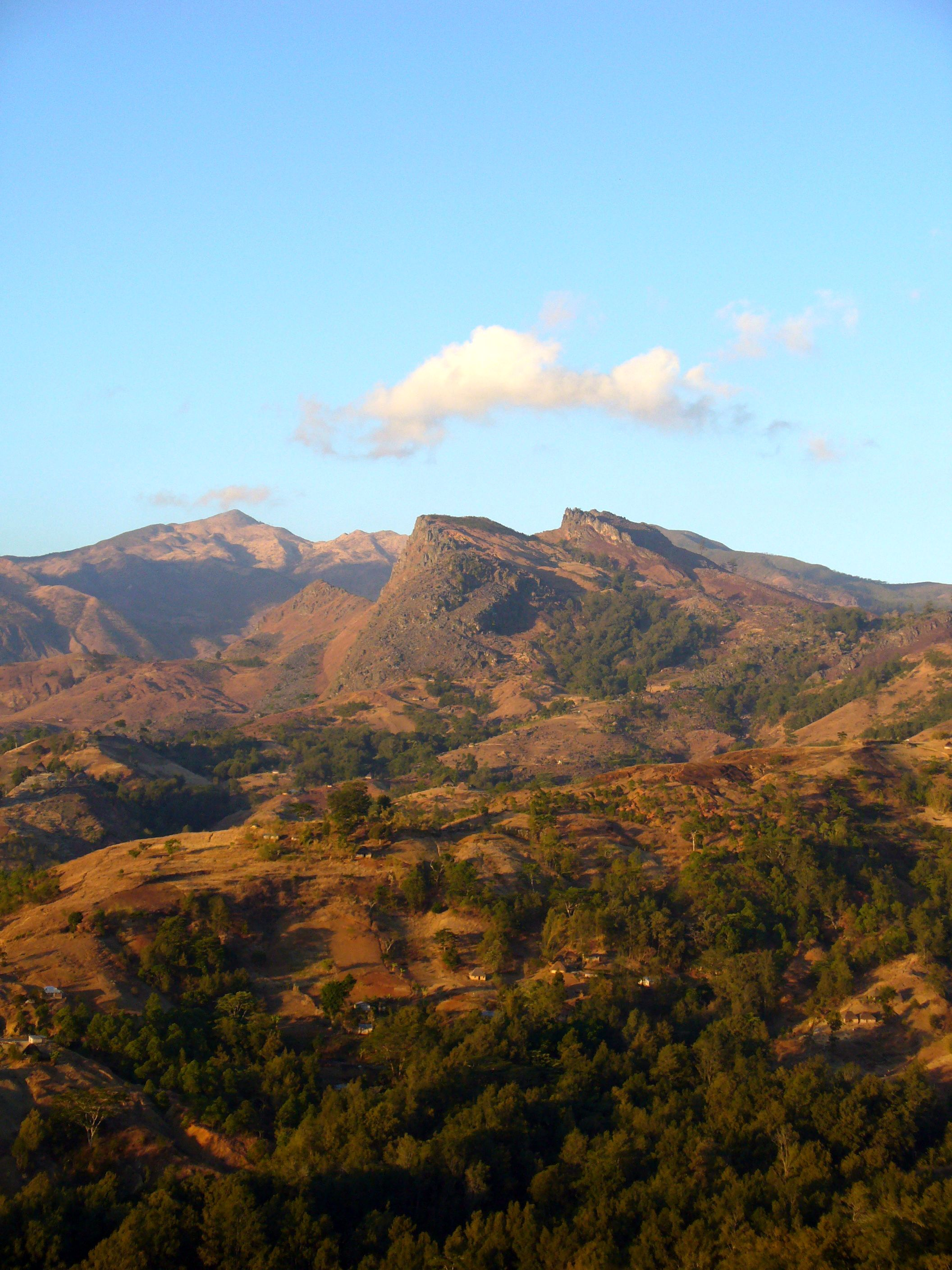
Landschaft bei Maubisse/Osttimor

Timor ist im zentralen Teil gebirgig und von Savanne bedeckt. Der ursprünglich vorhandene Monsunwald ist vor allem im Westen fast vollständig verschwunden. Primärwald findet sich vor allem an der Ostspitze in Lautém. Größere Waldflächen gibt es auch im osttimoresischen Ermera. Früher war die Insel für ihre großen Sandelholzbestände berühmt. Als Handelsware gelangte es bis nach China, Indien und Arabien. Heute sind die Bestände stark dezimiert. Staatliche Wiederaufforstungsbemühungen in West- und Osttimor stehen noch ganz am Anfang. Der trockene Charakter der Savannenlandschaft und die Unzuverlässigkeit der Monsunniederschläge erlauben keinen ausgedehnten Nassreisanbau. Lediglich in den Mündungsgebieten der größeren Flüsse, die eine künstliche Bewässerung zulassen, findet man größere Flächen mit Reisanbau.
Hauptnahrungsmittel in den trockeneren Bergregionen ist der von den Portugiesen eingeführte Mais. Er wird im Brandrodungsfeldbau in den Hausgärten der Siedlungen angebaut. Trockenreis, der in der Vergangenheit ein bedeutenderes Grundnahrungsmittel gewesen sein muss, verschwindet heute aufgrund der knapper gewordenen Wasserressourcen. Verschiedene Quellen sprechen davon, dass Hirse für die Kulturen der Insel einst eine große rituelle Bedeutung hatte. Maniok und verschiedene Gemüse- und Obstsorten und Kleintierhaltung, vor allem Geflügel, ergänzen die Nahrungsproduktion.
Im Zentrum erheben sich mehrere Bergketten. Höchste Erhebung Timors ist der Tatamailau in Osttimor (2963 m). Sie beeinflussen das lokale Klima und die Möglichkeiten der Landwirtschaft. So fallen die Flüsse im Norden außerhalb der Regenzeit trocken, wenn sie nicht aus dem Süden gespeist werden.

### Geologie
Timor liegt auf dem äußeren Rand des sogenannten Äußeren Bandabogens. Anders als der Innere Bandabogen sind die Inseln dieser Kette nicht vulkanischen Ursprungs, sondern durch Auffaltung des Meeresbodens entstanden. In einer ozeanischen Subduktionszone schiebt sich hier die Nordwestecke der Australischen Platte unter die Eurasische Platte. Dies führt unter anderem zur noch heute andauernden Heraushebung der Bergkette auf Timor, die als zentrales Bergland die gesamte Insel von Südwesten nach Nordosten durchzieht. In Osttimor heben sich einige Gebiete zwischen 1 und 1,6 mm pro Jahr. Geologisch gesehen ist Timor noch sehr jung, da die Insel erst in den letzten etwa vier Millionen Jahren aus dem Meer gehoben wurde.
Theorien von 2004 vermuten, dass es nach der Subduktion zu einer Kollision der Platten kam, die Timor aus dem Meer hob und ihre Gebirge bildete. Die Aileu-Formation, ein metamorpher Komplex, entlang der Nordküste Timors australischen Ursprungs. Praktisch ist sie daher der nördlichste Punkt Australiens. Die Aileu-Formation wird  durch die mehr als 3000 m tiefe Meerenge zwischen Atauro und Timor begrenzt. Atauro ist Teil des inneren Bandabogens und vulkanischen Ursprungs.

### Klima

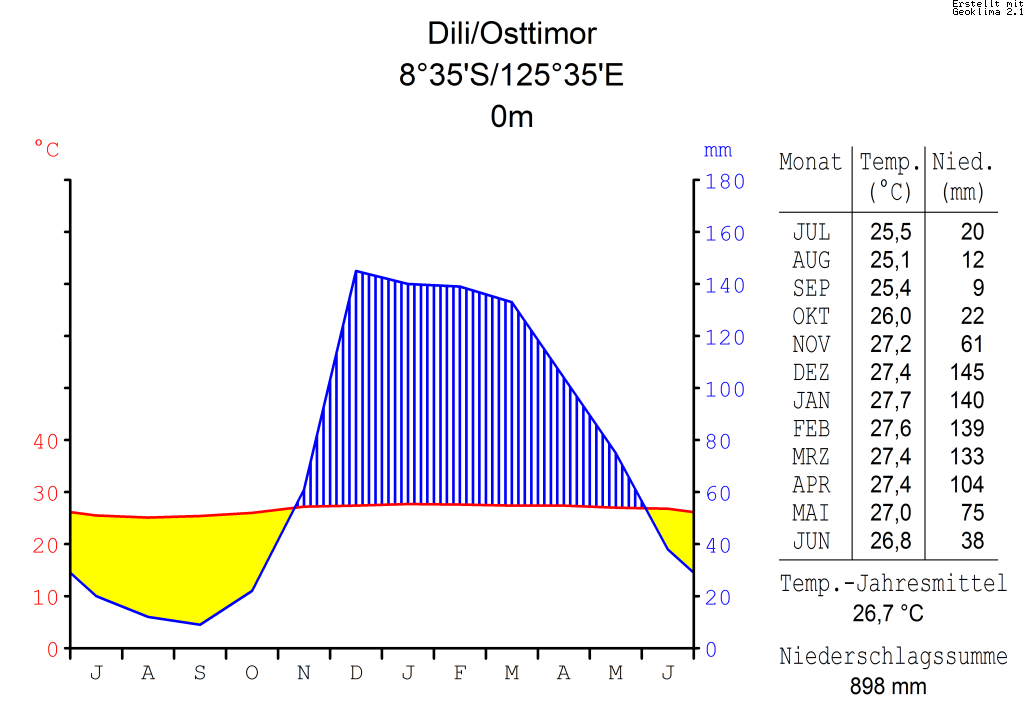
Klimadiagramm Dili

Das lokale Klima ist tropisch, im Allgemeinen heiß und schwül und ist von einer ausgeprägten Regen- und Trockenzeit charakterisiert. Während des Ostmonsuns zwischen Mai und November herrscht oft anhaltende Dürre, die Nordküste erreicht dann praktisch kein Regen und die braune Landschaft ist ausgedörrt. Die kühleren Gebirgsregionen im Zentrum der Insel und die Südküste bekommen in der Trockenzeit gelegentlich Regen, daher bleibt hier die Landschaft grün. Die Regenzeit dauert von Ende November bis April. In dieser Zeit werden die Felder wieder bewirtschaftet. Mit dem Regen kommen oft Überschwemmungen, die trockenen Flussbetten können sich in kürzester Zeit füllen und zu großen Strömen heranschwellen, die Erde und Geröll mit sich reißen und Straßen unterbrechen.
Die Temperatur in der Trockenzeit beträgt um die 30 bis 35 °C im Flachland (nachts 20 °C). Teile der Nordküste erreichen am Ende der Trockenzeit Temperaturen bis über 35 °C, allerdings bei geringer Luftfeuchtigkeit und fast keinen Niederschlägen. In den Bergen ist es tagsüber ebenfalls warm bis heiß, nachts kann die Temperatur aber auf unter 15 °C absinken, in höheren Lagen deutlich tiefer.
|                                                 | Jan       | Feb       | Mär       | Apr       | Mai         | Jun         | Jul         | Aug         | Sep         | Okt         | Nov         | Dez   | Jahr   |
| ----------------------------------------------- | --------- | --------- | --------- | --------- | ----------- | ----------- | ----------- | ----------- | ----------- | ----------- | ----------- | ----- | ------ |
| Durchschnittstemperatur [°C]                    | 28,3      | 28,3      | 28,3      | 28,3      | 28,1        | 27,5        | 26,7        | 26,4        | 26,4        | 27,2        | 28,6        | 28,9  | 27,8   |
| Durchschnittliches Tagesmaximum [°C]            | 31,1      | 31,1      | 31,7      | 31,7      | 31,7        | 31,1        | 30,6        | 30,6        | 30,6        | 31,1        | 32,2        | 32,2  | 31,3   |
| Durchschnittliches Tagesminimum [°C]            | 25,6      | 25,6      | 25,0      | 25,0      | 24,4        | 23,9        | 22,8        | 22,2        | 22,2        | 23,3        | 25,6        | 25,6  | 24,2   |
| Absolutes Temperaturmaximum [°C]                | 36,1      | 35,0      | 36,7      | 36,1      | 35,0        | 36,7        | 33,3        | 35,0        | 33,9        | 33,9        | 35,0        | 35,0  | 36,7   |
| Absolutes Temperaturminimum [°C]                | 21,1      | 22,8      | 20,0      | 21,7      | 20,6        | 18,9        | 16,1        | 17,2        | 16,1        | 18,3        | 21,1        | 22,8  | 16,1   |
| Durchschnittliche Regenmenge [mm]               | 127,0     | 119,4     | 137,2     | 109,2     | 86,4        | 25,4        | 12,7        | 5,1         | 7,6         | 22,9        | 50,8        | 139,7 | 843,4  |
| Maximale Regenmenge [mm]                        | 161,9     | 143,9     | 157,4     | 148,4     | 149,8       | 139,2       | 137,1       | 130,1       | 127,5       | 149,6       | 159,9       | 168,6 | 1773,5 |
| Durchschnittliche Anzahl an Regentagen          | 13        | 13        | 11        | 9         | 6           | 4           | 3           | 1           | 1           | 2           | 6           | 11    | 80     |
| Durchschnittliche Sonnenscheindauer [h/d]       | 6,1       | 5,7       | 7,6       | 7,8       | 8,6         | 8,2         | 8,8         | 9,4         | 9,6         | 9,6         | 9,0         | 7,1   | 8,1    |
| Durchschnittliche Wassertemperatur [°C]         | 26,7      | 26,4      | 26,4      | 27,2      | 28,6        | 28,9        | 28,3        | 28,3        | 28,3        | 28,3        | 28,1        | 27,5  | 27,8   |
| Durchschnittliche relative Luftfeuchtigkeit [%] | 80        | 82        | 80        | 77        | 75          | 72          | 71          | 70          | 71          | 72          | 73          | 77    | 75     |
| Durchschnittliche Windgeschwindigkeit [km/h]    | 10        | 8         | 9         | 8         | 7           | 8           | 10          | 12          | 11          | 11          | 11          | 10    | -      |
| Jahreszeit                                      | Regenzeit | Regenzeit | Regenzeit | Regenzeit | Trockenzeit | Trockenzeit | Trockenzeit | Trockenzeit | Trockenzeit | Trockenzeit | Trockenzeit | RZ    |        |

Quelle: Phytosociological Research Center; wetterkontor.de; Direcção Nacional de Estatística: Timor-Leste in figures 2011 (PDF; 3,8 MB), abgerufen am 5. Mai 2013

Bearbeiten

### Fauna und Flora

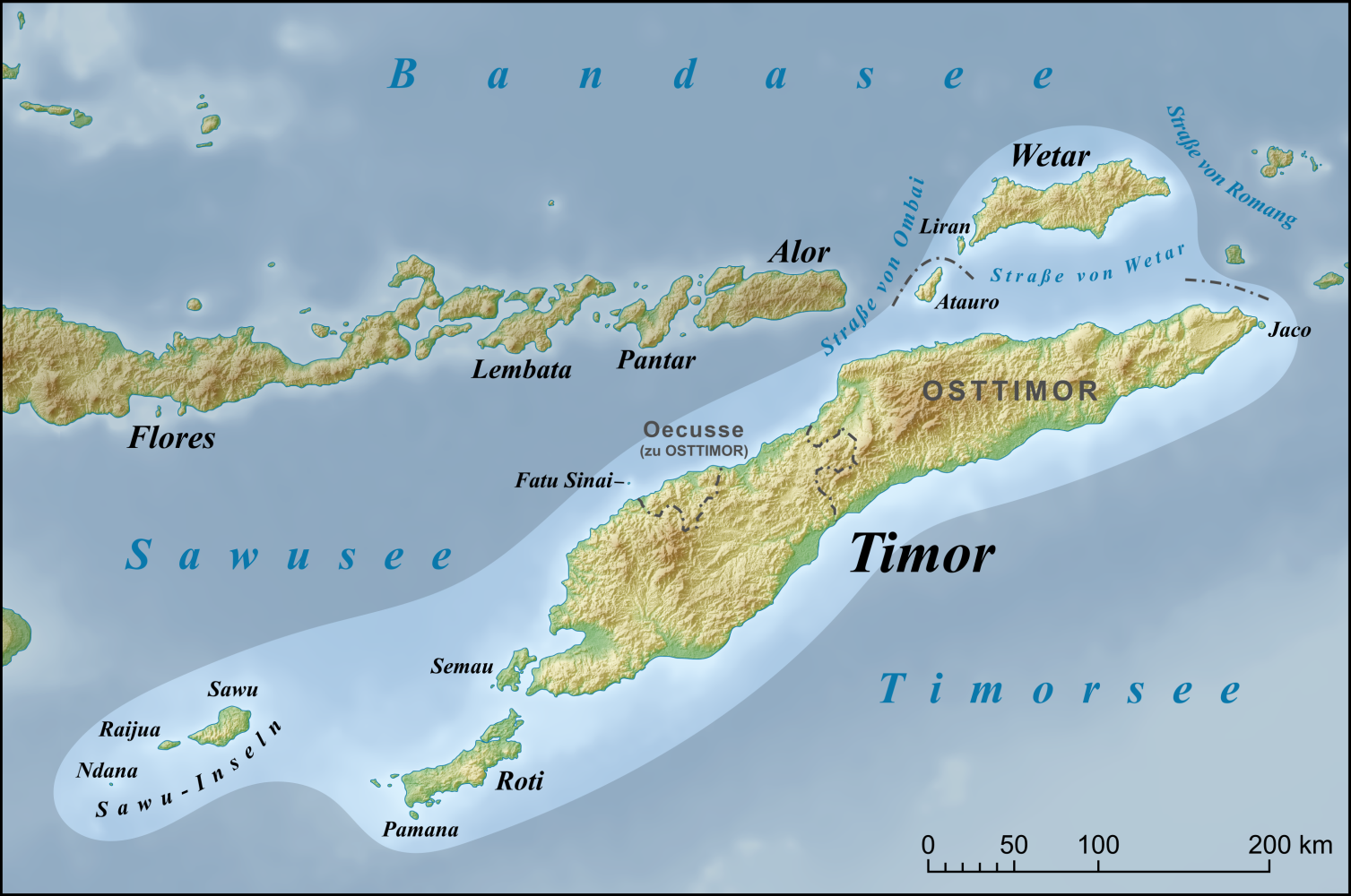
Timor and Wetar Endemic Bird Area

Timor gehört zum Gebiet von Wallacea. Somit ist die Fauna und Flora Timors Teil der biogeographischen Übergangszone zwischen der asiatischen und der australischen Flora und Fauna, weshalb sich die Fauna und Flora der Insel sowohl aus Arten der asiatischen Region als auch aus Arten der australischen Region zusammensetzt. Die meisten Landtiere rekrutieren sich jedoch aus asiatischen Tiergruppen, während aus Australien nur relativ wenige stammen. Da viele Vogelarten nur in dieser Region vorkommen, wurde Timor zusammen mit Wetar und einigen kleineren, vorgelagerten Inseln zur Timor and Wetar Endemic Bird Area erklärt.

## Geschichte

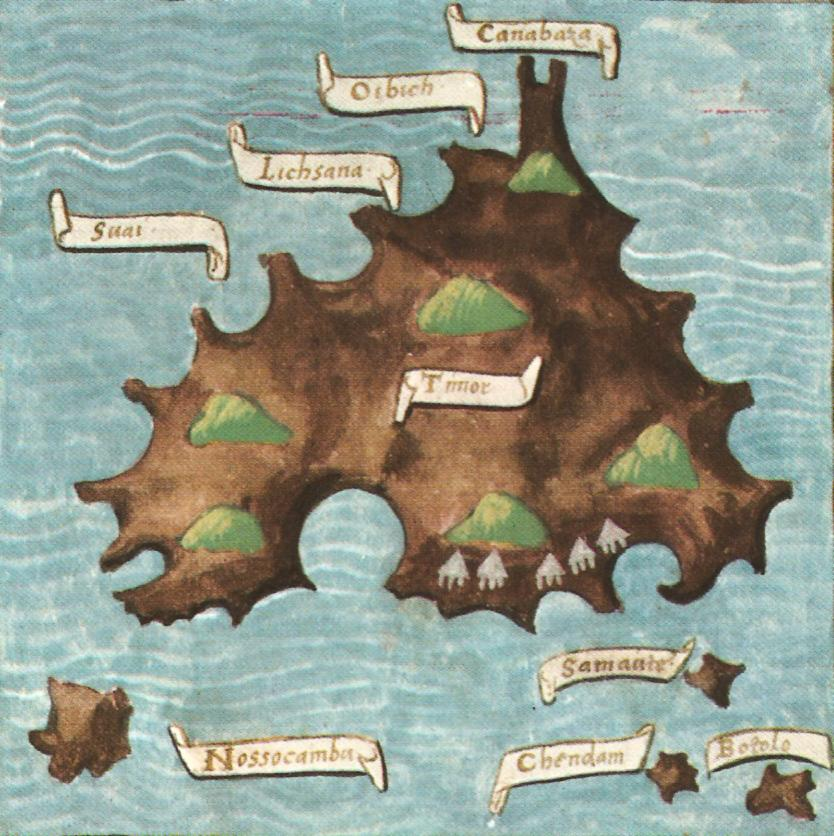
Karte Timors von Antonio Pigafetta (1522)

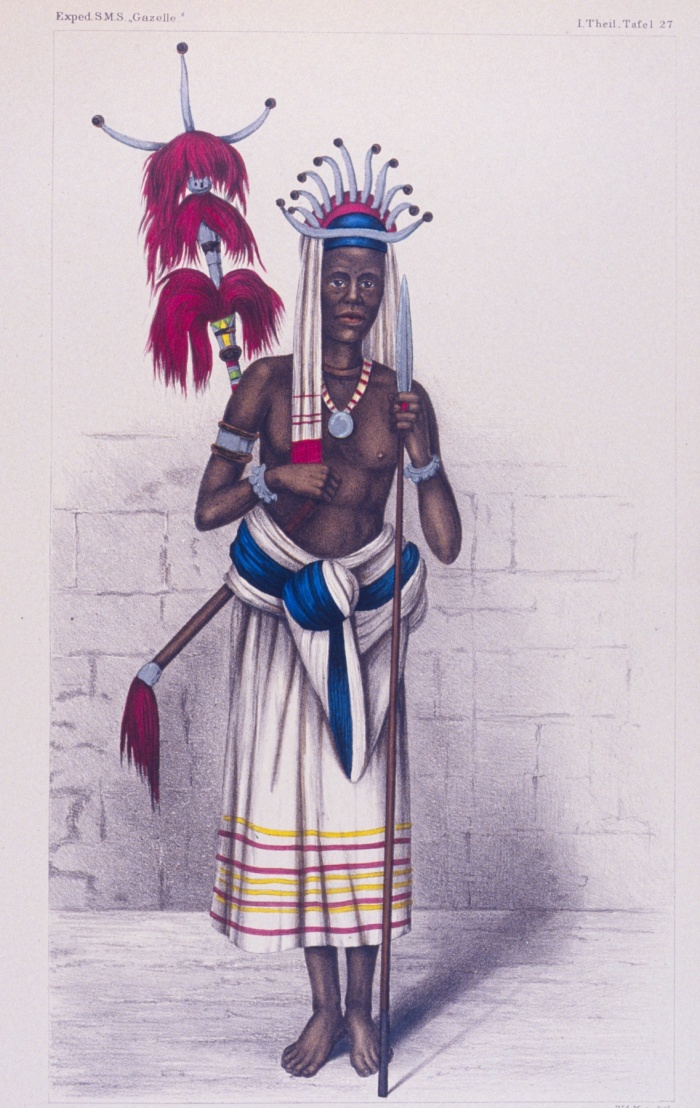
Timoresischer Krieger bei Kupang (1875)

Von der Geschichte Timors vor dem 16. Jahrhundert ist kaum etwas bekannt. Die Insel war früher in viele kleine Königreiche gegliedert, die in benachbarte Suco-Einheiten (Bahasa Indonesia: suku für Volksgruppe) unterteilt waren. Die traditionellen Herrscher wurden Liurais genannt.
Möglicherweise war Timor ab dem 14. Jahrhundert Vasall des Majapahitreiches. Im Nagarakertagama, dem Heldenepos der damaligen Zeit, wird auch eine lange Liste von tributpflichtigen Vasallenstaaten Majapahits aufgeführt. Darunter findet sich auch Timor. Allerdings vermerkt der portugiesische Schreiber Tomé Pires im 16. Jahrhundert, dass alle Inseln östlich von Java Timor genannt werden, da die Landessprache mit dem Wort „Timor“ den Osten bezeichnet.
Der portugiesische Seefahrer António de Abreu sichtete Timor 1512 als erster Europäer auf der Suche nach den Gewürzinseln, betrat sie aber wahrscheinlich nicht. Erst spätere Expeditionen landeten an. Dies geschah spätestens 1515 beim späteren Lifau. Aufgrund des Sandelholzbestandes der Insel gründeten die Portugiesen, die damals die Vormachtstellung in der Region hatten, in der Westhälfte in Lifau ein Fort, nahe dem heutigen Pante Macassar. Über hundert Jahre später landeten die Niederländer in Kupang und verdrängten nach und nach die Portugiesen vom Großteil des westlichen Timors.
William Bligh erreichte mit seinen Getreuen 1789 Kupang, nachdem er bei der Meuterei auf der Bounty auf See ausgesetzt worden war.
Die langwierigen Auseinandersetzungen um die Vorherrschaft auf Timor zwischen den Niederländern im Westen und den Portugiesen im Osten konnte auch ein Grenzvertrag 1859 nicht schlichten. Erst 1916 wurde die heute noch bestehende Grenze festgelegt. Im Westteil der Insel verblieb die Exklave Oe-Cusse Ambeno an der Nordwestküste bei Portugal.
Im Zweiten Weltkrieg wurde die gesamte Insel von den Japanern besetzt. Es kam zur Schlacht um Timor, in der australische Einheiten in Guerillataktik gegen die japanischen Besatzer kämpften. Auf beiden Seiten waren auch Timoresen an den Kämpfen beteiligt. Nach dem Krieg wurde Westtimor 1949 ein Teil Indonesiens, Osttimor blieb portugiesisch, bis sich die Kolonie 1975 für unabhängig erklärte. Indonesien besetzte es neun Tage nach der Unabhängigkeitserklärung. Osttimor wurde erst 2002 (nach 24 Jahren Krieg und drei Jahren Verwaltung durch die Vereinten Nationen) unabhängig.

## Bevölkerung

### Sprachen und Ethnien

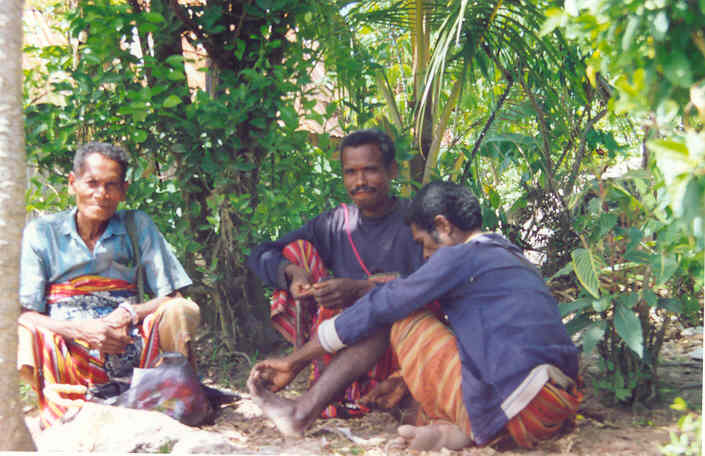
Atoin Meto beim Marktbesuch 1991

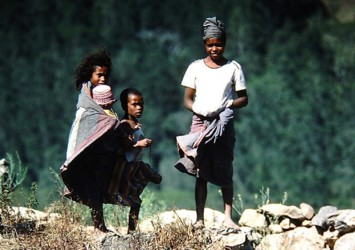
Mambai nahe Maubisse

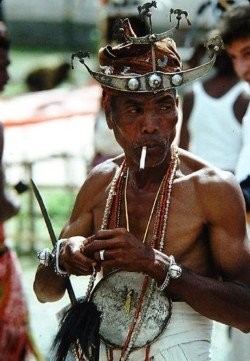
Traditionelle Kleidung bei einem Fest in Ermera

Timor hatte 2020 insgesamt 3,3 Millionen Einwohner, davon 2 Millionen in Westtimor und 1,3 Millionen in Osttimor. Mitte des 20. Jahrhunderts waren es nur etwa eine Million Einwohner auf der gesamten Insel.
Während Westtimor von den Atoin Meto dominiert wird, teilt sich die Bevölkerung im Zentrum und im Osten in zahlreiche ethnolinguistische Gruppen. Hier sind die Siedlungsgebiete von Tetum, Mambai, Bunak, Kemak, Tokodede, Fataluku, Makasae, Naueti, Galoli, Idaté, Kairui, Midiki und Waimaha. Im Westen bilden Helong und Rotinesen kleine Minderheiten, wobei bei den Atoin Meto diskutiert wird, ob tatsächlich alle Gruppen und ihre Dialekte des Uab Meto zusammengefasst werden können. Außerdem gibt es alteingesessene Minderheiten von Chinesen, Arabern und einer europäisch-asiatischen Mischbevölkerung, die Mestizen.
Im indonesischen Teil Timors ist Bahasa Indonesia die Amtssprache, in Osttimor sind es das austronesische Tetum und Portugiesisch. Nach Artikel 159 der Verfassung Osttimors sind Bahasa Indonesia und Englisch Arbeitssprachen. Daneben gibt es in Osttimor 15 von der Verfassung anerkannte Nationalsprachen. Dies sind die austronesischen Sprachen Atauru (ein Dialekt des Wetar), Baikeno (ein Dialekt des Uab Meto in der Exklave Oe-Cusse Ambeno), Bekais, Galoli, Habun, Idalaka, Kawaimina, Makuva, Mambai, Kemak und Tokodede und die Papua-Sprachen Bunak, Fataluku, Makalero und Makasae.
Die Bezeichnung belu (Freund) der Atoin Meto charakterisiert dieses Konglomerat von Ethnien und Sprachen auf der östlichen Seite der ehemaligen niederländisch-portugiesischen Grenze und verweist, im Kontrast zu den Atoin Meto, auf die vielen gemeinsamen kulturellen Merkmale der Osttimor-Ethnien.
In Westtimor dominiert die Sprache der Atoin Meto, das Uab Meto, dessen Dialekt Baikeno auch im osttimoresischen Oe-Cusse Ambeno gesprochen wird. Tetum, Bekais und Bunak (Bunaq) findet man auch im Grenzgebiet zu Osttimor. Außerdem werden die mit dem Uab Meto verwandten Sprachen Helong und Rotinesisch gesprochen. Helong war die ursprüngliche Sprache in Kupang, ist aber weitgehend durch Bahasa Indonesia verdrängt worden und wird nur noch in wenigen Dörfern südlich der Stadt entlang der Ostküste und auf der Insel Semau gesprochen. Rotinesisch, das von der Insel Roti stammt, ist in viele Dialekte aufgesplittert. 123.000 Rotinesisch-Sprecher findet man in vielen Distrikten von Westtimor aufgrund des Umsiedlungsprogramms, das die Niederländer im 19. Jahrhundert durchgeführt haben.
Die Atoin Meto repräsentieren wahrscheinlich die ursprüngliche Bevölkerung Timors. Durch Einwanderer aus Westindonesien und Malaysia (Malakka), die von Larantuka (Flores) aus Timor erreichten, wurden sie aus ihren Siedlungsgebieten in Zentraltimor verdrängt. Die letzten Migranten waren die Vorfahren der Tetum (Belu), die im 14. Jahrhundert die Benainebene im modernen Regierungsbezirk Wehale (auch Waihale oder Wehali), Timors fruchtbarste Landschaft, einnahmen.
Durch die Landnahme der Einwanderer wurden die Atoin Meto immer weiter nach Westen abgedrängt, das Reich von Wehale dominierte die östlichen Reiche in Form einer rituell-politischen Konföderation, bis zur Ankunft der Europäer, für mehrere Jahrhunderte. Dem Modell Wehales folgend entstand in Westtimor das Reich von Sonba’i.

### Kultur und Religion
Die unterschiedlichen Kulturen Timors hängen ökonomisch von Nahrungsmitteln wie Mais, Reis und Süßkartoffeln ab. In den Hochlandregionen, welche beispielsweise die Makasae im Osten Osttimors besiedeln, dominiert Mais- den Reisanbau, bei den Tetum, die die Ebenen bewohnen, ist es umgekehrt. Dasselbe gilt für die domestizierten Tiere: während Wasserbüffel und Schwein auf Timor überall gezüchtet werden, besitzt der Büffel zum Beispiel für die Makasae größere Bedeutung als das Schwein. In anderen Regionen, bei den Ost-Tetum beispielsweise, sind die Büffel von sekundärer wirtschaftlicher Bedeutung im Gegensatz zum Schwein. Andere Haustiere sind Hühner, Ziegen und Pferde.
Die kulturellen Traditionen der Timoresen zeichnen sich durch unterschiedliche soziale Institutionen aus. Die sozialen Organisationen der einzelnen Timor-Gesellschaften können matrilinear / uxorilokal oder patrilinear / patrilokal strukturiert sein; einzelne Gruppen schwanken zwischen diesen Möglichkeiten verwandtschaftlicher Organisation. Während die soziale Organisation der Atoin Meto und wahrscheinlich auch der Baikeno Osttimors durch eine symmetrische Allianz charakterisiert ist, findet sich die asymmetrische Allianz beispielsweise bei den Makasae, Naueti und Fataluku. Bei den Tetum herrschen bilaterale beziehungsweise kognate Abstammungsregeln vor.
Heiraten und wirtschaftlich-rituelle Allianzen, die sich entlang dieser Organisationsstrukturen bilden, werden über die soziale Institution des sogenannten Barlake gesteuert, bei dem bei Hochzeiten Güter zwischen den sozialen Gruppen zirkulieren, immer in eine bestimmte Richtung fließen. Patrilineare und patrilokale Organisationen zeichnen sich gegenüber matrilinearen und uxorilokalen durch eindrucksvolle Gütertransaktionen aus. In den meisten Kulturen Timors bestimmt die Vollständigkeit der übergebenen Werte die Residenz des Ehepaares. Wird kein oder nur ein unzureichender Preis gezahlt, wohnt der Ehemann in der Frauengeberlineage; die Kinder verbleiben ganz in dieser Lineage.
Trotz des Bekehrungseifers der Missionare seit dem 16. Jahrhundert setzte sich die Christianisierung erst seit den 1970er-Jahren durch. So betrug der Anteil der Katholiken in Osttimor am Ende der portugiesischen Kolonialzeit 1975 nur 30 %. Da aber der katholische Glauben als Klammer der verschiedenen Volksgruppen im Kampf gegen die indonesische Besatzung fungierte, stieg ihr Anteil auf 98 % (Christen insgesamt fast 100 %). In keinem anderen Land der Erde hat die katholische Kirche einen derart großen Zuwachs erreicht.  Die traditionellen Glaubensvorstellungen werden entweder verdrängt oder vermischen sich mit dem christlichen Glauben.